# Leptothorax pelagosanus
Leptothorax pelagosanus är en myrart som beskrevs av Mueller 1923. Leptothorax pelagosanus ingår i släktet smalmyror, och familjen myror. Inga underarter finns listade i Catalogue of Life.